# علی پلنگ
علی پلنگ نام روستایی از توابع بخش انابد شهرستان بردسکن در استان خراسان رضوی است. این روستا در دهستان درونه قرار دارد و براساس سرشماری سال ۱۳۸۵ جمعیت آن ۲۴ نفر (۶ خانوار) بوده است.